# Talk That Talk (bài hát)
"Talk That Talk" là một ca khúc của nữ ca sĩ thu âm người Barbados Rihanna trích từ album phòng thu cùng tên. Ca khúc có sự góp giọng của nam ca sĩ nhạc rap Jay-Z. Đây là lần thứ ba Rihanna hợp tác với Jay-Z, hai lần trước đó là trong ca khúc "Umbrella" (2007) và "Run This Town" (2009). "Talk That Talk" được viết bởi Ester Dean, Mikkel S. Eriksen, Tor Erik Hermansen, Shawn Carter, Anthony Best, Sean Combs, Chucky Thompson, Christopher Wallace, và được sản xuất bởi Eriksen và Hermansen dưới cái tên chung Stargate. Def Jam đã gửi ca khúc này tới đài phát thanh đô thị ở Mỹ vào 17 tháng 1 năm 2012 như là đĩa đơn thứ ba của Talk That Talk. Tại Pháp, ca khúc đã được phát hành dưới định dạng đĩa CD vào ngày 26 tháng 3 năm 2012.

## Phát hành
Cuối tháng 12 năm 2012, Rihanna hỏi những người hâm mộ của cô trên Twitter rằng ca khúc nào nên được chọn làm đĩa đơn thứ ba của Talk That Talk. Và vào 10 tháng 1 năm 2012, Rihanna đã thông báo rằng "Talk That Talk" sẽ là đĩa đơn tiếp theo của album, với lời nhắn: "#TALKthatTALK love u guys! Been missin u," (Tạm dịch: #TALKthatTALK yêu tất cả mọi người! Nhớ mọi người nhiều lắm). Cùng với lời nhắn đó, Rihanna cũng ra mắt bìa của đĩa đơn này. Cristin Mahner từ Pop Crush đã nới về bìa đĩa rằng: "Cô ấy giống như một ả sinh viên xấu xa mà mẹ bạn sẽ không bao giờ muốn bạn giao lưu với, thế nhưng bạn lại cực kì muốn làm điều đó". Def Jam đã gửi ca khúc này tới đài phát thanh đô thị ở Mỹ vào 17 tháng 1 năm 2012. Nó cũng đã được phát hành dưới định dạng đĩa CD tại Pháp vào ngày 26 tháng 3 năm 2012. Đĩa CD bao gồm bản album của ca khúc và bản phối khí Chuckie Extended Remix của "We Found Love".

## Danh sách ca khúc
- Đĩa đơn CD[4]

1. "Talk That Talk" (hợp tác với Jay-Z)
2. "We Found Love" (Chuckie Extended Remix)

## Xếp hạng và chứng nhận
| Bảng xếp hạng (2011–12)                     | Vị trí cao nhất |
| ------------------------------------------- | --------------- |
| Úc (ARIA)                                   | 28              |
| Bỉ (Ultratop 50 Wallonia)                   | 23              |
| Brazil (Billboard Hot 100)                  | 22              |
| Canada (Canadian Hot 100)                   | 30              |
| Croatia (Airplay Radio Chart)               | 55              |
| Đan Mạch (Tracklisten)                      | 26              |
| Pháp (SNEP)                                 | 24              |
| Hy Lạp (Billboard Greek Airplay)            | 63              |
| Ireland (IRMA)                              | 22              |
| Israel (Media Forest)                       | 4               |
| Nhật (Japan Hot 100)                        | 96              |
| Hà Lan (Single Top 100)                     | 61              |
| New Zealand (Recorded Music NZ)             | 37              |
| Na Uy (VG-lista)                            | 10              |
| Scotland (OCC)                              | 24              |
| Slovakia (Rádio Top 100)                    | 38              |
| Nam Triều Tiên (Gaon Chart)                 | 9               |
| Tây Ban Nha (PROMUSICAE)                    | 37              |
| Thụy Điển (Sverigetopplistan)               | 41              |
| Thụy Sĩ (Schweizer Hitparade)               | 11              |
| Anh Quốc R&B (OCC)                          | 7               |
| Anh Quốc (OCC)                              | 25              |
| UK Streaming Chart (Official Charts Company | 82              |
| US Billboard Hot 100                        | 31              |
| Mỹ Hot R&B/Hip-Hop Songs                    | 12              |
| Mỹ Pop Songs                                | 26              |

| Quốc gia | Chứng nhận |
| -------- | ---------- |
| Úc       | Vàng       |
| Mỹ       | Vàng       |

## Đội ngũ sản xuất
Phần thực hiện lấy từ ghi chú trong sách ảnh của Talk That Talk.
| - Hát chính — Rihanna & Jay-Z - Viết lời và soạn nhạc — Ester Dean, Mikkel S. Eriksen, Tor Erik Hermansen, Shawn Carter, Anthony Best, Sean Combs, Chucky Thompson, Christopher Wallace - Sản xuất — Stargate | - Thu âm tại Roc the Mic Studios and Jungle City Studios ở New York City, Westlake Recording Studios tại Los Angeles và The Hide Out Studios tại London - Thu âm và phối nhạc — Mikkel S. Eriksen avà Miles Walker - Chỉnh giọng và thu âm — Kuk Harrell và Marcos Tovar - Nhạc nền — Mikkel S. Eriksen và Tor Erik Hermansen |

## Lịch sử phát hành
| Quốc gia | Ngày                     | Định dạng                 | Hãng đĩa              |
| -------- | ------------------------ | ------------------------- | --------------------- |
| Mỹ       | 17 tháng 1 năm 2012      | Đài phát thanh đô thị     | Def Jam               |
| Mỹ       | 14 tháng 2 năm 2012      | Đài phát thanh Mainstream | Def Jam               |
| Pháp     | ngày 26 tháng 3 năm 2012 | Đĩa đơn CD                | Universal Music Group |